# Autofocalisation

La lumière qui traverse une lentille à gradient d'indice est focalisée comme dans une lentille convexe. Dans le cas de l'autofocalisation, le gradient d'indice de réfraction est induit par la lumière elle-même.

 (octobre 2019).
Si vous disposez d'ouvrages ou d'articles de référence ou si vous connaissez des sites web de qualité traitant du thème abordé ici, merci de compléter l'article en donnant les références utiles à sa vérifiabilité et en les liant à la section « Notes et références ».
L'autofocalisation ou auto-focalisation, est un processus optique non linéaire induit par la modification de l'indice de réfraction des matériaux exposés à un rayonnement électromagnétique intense,. 
Un milieu dont l'indice de réfraction augmente avec l'intensité du champ électrique agit comme lentille de focalisation pour une onde électromagnétique caractérisée par un gradient d'intensité transversal initial, comme dans un faisceau laser. L'intensité maximale de la région autofocalisée continue à augmenter lorsque l'onde passe dans le milieu, et ceci, jusqu'à l'interruption des effets à cause de dommages du milieu ou de la défocalisation du faisceau. L'autofocalisation de la lumière a été découverte par Gurgen Askaryan.
L'autofocalisation est souvent observée lorsque le rayonnement généré par les lasers femtoseconde se propage à travers de nombreux solides, liquides et gaz. Selon le type de matériau et l'intensité du rayonnement, plusieurs mécanismes produisent des variations de l'indice de réfraction qui entraînent une autofocalisation : les principaux cas sont l'autofocalisation induite par effet Kerr et l'autofocalisation par plasma.